# Nete
El Nete (en francès Nèthe) és un riu de Bèlgica, afluent del Rupel.
Neix a la ciutat de Lier de la confluència del Grote Nete (= Nete major) d'una llargada de 44,2 km que neix a la província de Limburg (Bèlgica) a Hechtel-Eksel i del Kleine Nete (= Nete minor) d'una llargada de 17,8 km que neix a la província d'Anvers al municipi Retie, també anomenat «el poble dels set Netes» perquè set rierols amb el mateix nom (el Nete blanc, negre, de les monges…) nom s'hi barregen. Els 14,3 km enllà de Lier fins a l'aiguabarreig amb el Rupel a Rumst fan part de la xarxa de les vies navegables de Bèlgica. Un canal navegable de 15,1 km, el Netekanaal, connecta el Nete a Lier amb el canal Albert.
A l'ocupació francesa del 1795 al 2015 va donar el seu nom al departament dels Dos Netes que cobria el territori de l'antic marquesat d'Anvers i una part del ducat de Brabant.